# Airbus A330
Airbus A330 je evropsko širokotrupno, dvomotorno reaktivno potniško letalo dolgega dosega s steklenim kokpitom in fly by wire dizajnom, ki ga proizvaja mednarodno podjetje Airbus. Letalo z največjo vzletno težo 242 ton lahko leti do 13.400 km daleč, pelje do 440 potnikov ali 70 ton tovora. Velja za najbolj proizvajano Airbusovo širokotrupno letalo in številčno drugo najbolj proizvajano širokotrupno letalo za Boeing 777. A330 je bil razvit v konkurenci: McDonnell Douglas DC-10, McDonnell Douglas MD-11, McDonnell Douglas C-17 Globemaster III, Lockheed L-1011 TriStar, Boeing 747, Boeing 767, Boeing 777, Boeing 787, Iljušin Il-86, Iljušin Il-96.  Krstni polet je bil 2. novembra 1992, v uporabo je vstopil 17. januarja 1994 z družbo Air Inter in postal največje dvomotorno letalo do prvega poleta Boeinga 777.
A330 je bil načrtovan vzporedno s štirimotornim A340, s katerim si delita trup, krila in druge sisteme. Obe letali imata sistem fly-by-wire in šest-zaslonski kokpit od A320. A330 in A350 imata skupni type rating po pravilih EASA A330/350.
A330 je prvo Airbusovo letalo, ki ima na voljo tri različne motorje: General Electric CF6, Pratt & Whitney PW4000 ali Rolls-Royce Trent 700. Letalo ima certifikat za ETOPS 240 minut letenja na enem motorju v mirnem ozračju do najbližjega primernega alternativnega letališča. Predvidena življenjska doba letala je 20.000 letov (ciklov).
Junija 1987 so uradno začeli s programom A330/340. Krstni polet A330-300 je bil novembra 1992, leta 1998 je poletela krajša različica A330-200, ki se je bolje prodajala, saj je bil 9% učinkovitejši od Boeinga 767. Airbus proizvaja tudi tovornega A330-200F in leteči tanker A330 MRTT.
A330 se je izkazalo za najbolj uspešno širokotrupno Airbusovo letalo, s katerim si je zelo povečal tržni delež. Veliko letalskih družb je naročilo A330 za zamenjavo trimotornih DC-10, MD-11 ali Lockheed Tristar. Boeing je v odgovor zasnoval kompozitni Boeing 787, ravno slednjemu je A330 prevzel nekaj naročil zaradi zamud pri vstopu na tržišče zaradi začetniških težav. Čeprav bo A330 še v proizvodnji, Airbus že ponuja večjega naslednika A350, primarno grajenega iz kompozitov. 
Airbus je dobavil 1.553 letal, ima pa še 226 naročil konec marca 2022. Zanimivo je tudi, da se je na začetku bolj počasi prodajal, večino naročil je dobil 12 let po vstopu letala na tržišče.

## Tehnične specifikacije
|                                | A330-200                                                                | A330-200F                                           | A330-300                                                                |                  |
| ------------------------------ | ----------------------------------------------------------------------- | --------------------------------------------------- | ----------------------------------------------------------------------- | ---------------- |
| Posadka                        | 2                                                                       | 2                                                   | 2                                                                       |                  |
| Število sedežev, tipična konf. | 253 (3 razredi) 293 (2 razreda) 406 (največ)                            | n/a                                                 | 295 (3 razredi) 335 (2 razreda) 440 (največ)                            |                  |
| Dolžina                        | 58,82 m                                                                 | 58,82 m                                             | 63.69 m                                                                 |                  |
| Razpon kril                    | 60,3m                                                                   | 60,3m                                               | 60,3m                                                                   |                  |
| Površina kril                  | 361,6 m2                                                                | 361,6 m2                                            | 361,6 m2                                                                |                  |
| Naklon kril                    | 30 stopinj                                                              | 30 stopinj                                          | 30 stopinj                                                              |                  |
| Vitkost                        | 10,06                                                                   | 10,06                                               | 10,06                                                                   |                  |
| Višina                         | 17,39 m                                                                 | 16,90 m                                             | 16,83 m                                                                 |                  |
| Širina kabine                  | 5,28 m                                                                  | 5,28 m                                              | 5,28 m                                                                  |                  |
| Širina trupa                   | 5,64 m                                                                  | 5,64 m                                              | 5,64 m                                                                  |                  |
| Prostor za tovor               | 136 m3                                                                  | 475 m3                                              | 162,8 m3                                                                |                  |
| Teža praznega letala           | 119.600 kg                                                              | 109.000 kg                                          | 124.500 kg                                                              |                  |
| MTOW max. vzletna teža         | 240.000 kg                                                              | 233.000 kg                                          | 240.000 kg                                                              |                  |
| Maks. pristajalna teža         | 182.000 kg                                                              | 187.000 kg                                          | 187.000 kg                                                              |                  |
| Potovalna hitrost              | Mach 0,82 (470 kts, 871 km/h) na FL411 (12.500 m)                       | Mach 0,82 (470 kts, 871 km/h) na FL411 (12.500 m)   | Mach 0,82 (470 kts, 871 km/h) na FL411 (12.500 m)                       |                  |
| Največja hitrost               | Mach 0,86 (493 kts, 914 km/h) na FL361 (11.000 m)                       | Mach 0,86 (493 kts, 914 km/h) na FL361 (11.000 m)   | Mach 0,86 (493 kts, 914 km/h) na FL361 (11.000 m)                       |                  |
| Doseg                          | 13.450 km                                                               | 7.400 km (65t) 5.950 km (70t)                       | 11.900 km                                                               |                  |
| Vzletna dolžina                | 2.770 m                                                                 | 2.580 m                                             | 2.770 m                                                                 |                  |
| Kapaciteta za gorivo           | 139.090 L (36.740 US gal) – 109.185 kg (240.712 lb)                     | 139.090 L (36.740 US gal) – 109.185 kg (240.712 lb) | 139.090 L (36.740 US gal) – 109.185 kg (240.712 lb)                     |                  |
| Servisna višina leta           | FL411 (12.500 m)                                                        | FL411 (12.500 m)                                    | FL411 (12.500 m)                                                        | FL411 (12.500 m) |
| Maks. višina leta              | FL426 (13.000 m)                                                        | FL426 (13.000 m)                                    | FL426 (13.000 m)                                                        | FL426 (13.000 m) |
| Motor (×2)                     | General Electric CF6-80E1 Pratt & Whitney PW4000 Rolls-Royce Trent 700  | Pratt & Whitney PW4000 Rolls-Royce Trent 700        | General Electric CF6-80E1 Pratt & Whitney PW4000 Rolls-Royce Trent 700  |                  |
| Potisk motorjev (×2)           | PW: 70.000 lbf (311 kN) RR: 71.100 lbf (316 kN) GE: 72.000 lbf (320 kN) | PW: 70.000 lbf (311 kN) RR: 71.100 lbf (316 kN)     | PW: 70.000 lbf (311 kN) RR: 71.100 lbf (316 kN) GE: 72.000 lbf (320 kN) |                  |